# روبرت بودا
روبرت بودا (بالبولندية: Robert Buda)‏ (مواليد 9 فبراير 1970) هو ملاكم بولندي، مثّل بلاده في الألعاب الأولمبية الصيفية 1992.

## روابط خارجية
روبرت بودا على موقع أوليمبيديا (الإنجليزية)
- روبرت بودا على موقع اللجنة الأولمبية البولندية (مؤرشف) (البولندية)